# Frais-Puits
Le Frais-Puits est un gouffre naturel inondé situé sur la commune de Quincey, dans la Haute-Saône. Il communique avec l'extérieur par une exsurgence temporaire de type vauclusien.

## Description

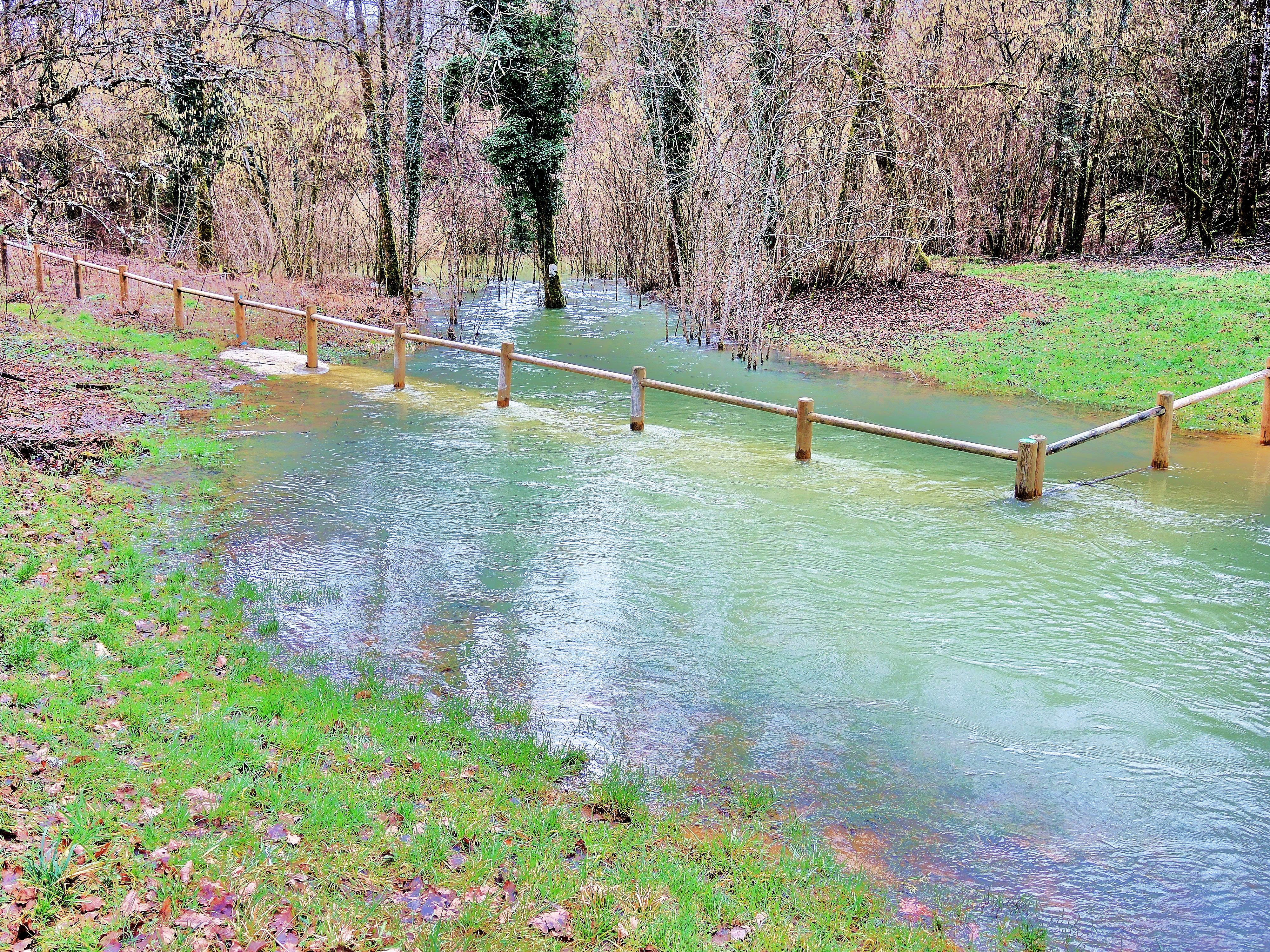
Le Frais-Puits, inondé à la suite de fortes pluies.

Le gouffre, situé à proximité de la ville de Vesoul, est une des émergences d'un réseau souterrain composé de 4,2 kilomètres de galeries, dont l'autre sortie est la fontaine de Champdamoy, source captée à 2800 m de là.
L'entrée du Frais-puits est un entonnoir de 60 m de diamètre pour 17 m de profondeur duquel l'eau ne s'écoule qu'en période de précipitations (débit jusqu'à 100 m3/s), provoquant les crues du Durgeon.
Cette réserve d'eau permet l'approvisionnement de 30 000 personnes des environs de Vesoul.

## Historique
En 1557, l'inondation du Frais-Puits consécutive à des pluies torrentielles pendant 24 heures sauva la cité de Vesoul d'une tentative de siège par Pollwiller, sous les ordres du roi de France Henri II. La zone ayant été inondée, les soldats quittèrent les lieux.
La première plongée a eu lieu en 1938, le réseau voit son développement s'agrandir depuis grâce au progrès de la plongée souterraine ,

### Filmographie
- Alain Baptizet, L'énigme du Frais-Puit, documentaire, 1991, 50 min.
- Alain Baptizet, Dans les profondeurs du Frais-Puits, documentaire, 2011, 50 min , présentation du film.